# Fruitboomdwergspanner
De fruitboomdwergspanner (Eupithecia insigniata) is een nachtvlinder uit de familie van de spanners, de Geometridae. De voorvleugellengte van de vlinder bedraagt tussen de 10 en 12 millimeter. De vlinder komt verspreid voor van Europa tot Oost-Azië. De soort overwintert als pop.

## Waardplanten
De fruitboomdwergspanner heeft diverse fruitbomen als waardplanten.

## Voorkomen in Nederland en België
In Nederland en België is de fruitboomdwergspanner een zeldzame vlinder. In Nederland wordt de soort vooral in het stroomgebied van de IJssel gezien. De vliegtijd is van halverwege april tot in juni in één jaarlijkse generatie.